# Skupina galaxií
Skupina galaxií je v astronomii seskupení galaxií vázaných gravitací. Pokud seskupení obsahuje větší počet galaxií (více než 100), nazývá se kupa galaxií. Skupina galaxií je obvykle součástí nějaké kupy či nadkupy galaxií. V rámci skupiny galaxií se mohou rozlišovat ještě gravitačně svázané podskupiny galaxií.
Místní skupina galaxií je název skupiny galaxií, do které patří galaxie Mléčná dráha, jejíž součástí je Sluneční soustava. V rámci Místní skupiny je podskupina galaxie Mléčné dráhy a podskupina Galaxie v Andromedě, které jsou vázány na obě největší galaxie této skupiny, jiné galaxie mimo tyto podskupiny jsou na nich gravitačně nezávislé.